# Fritz Brühlmann

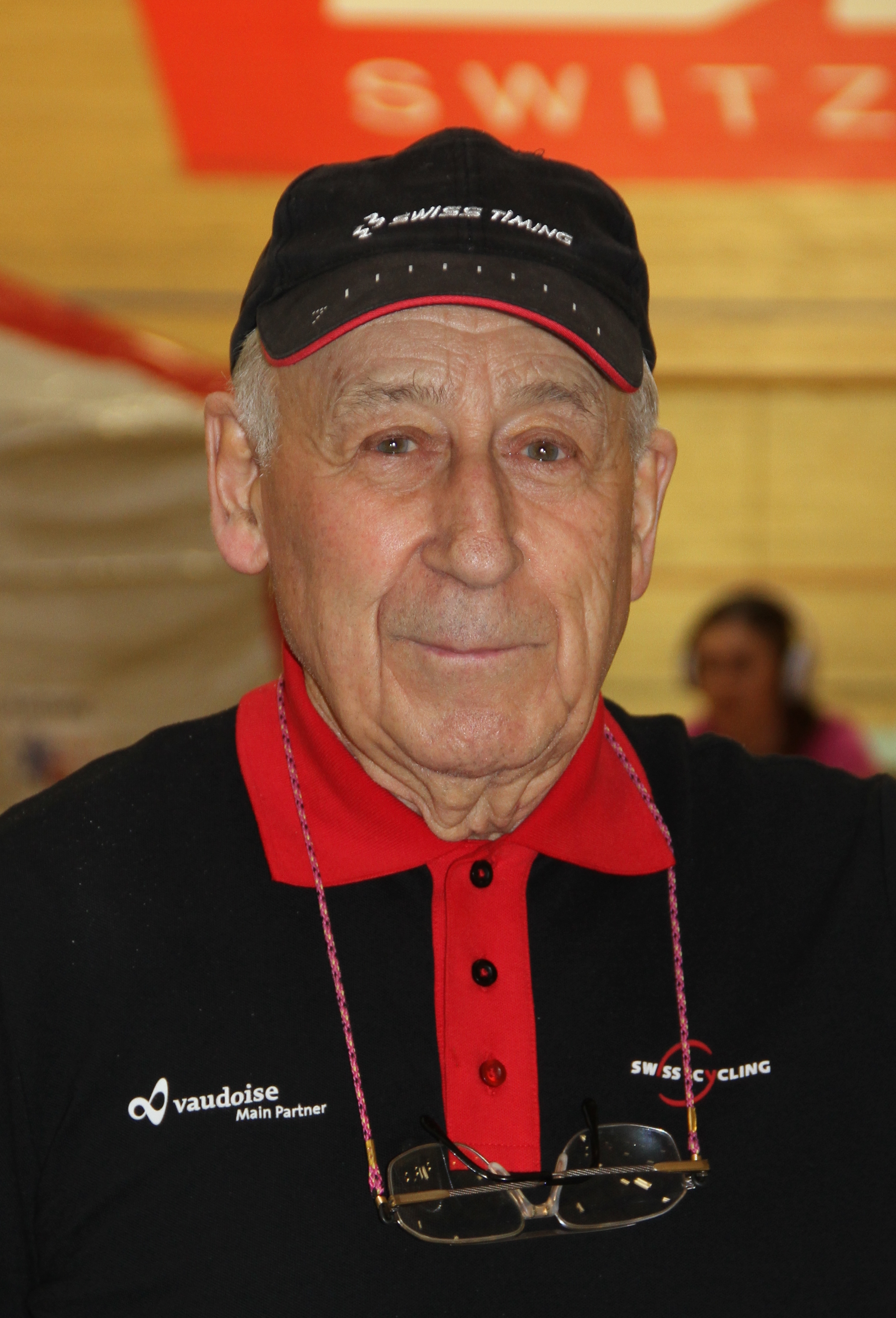
Fritz Brühlmann im Velodrome Suisse (2015)

Fritz Brühlmann (* 26. Juli 1936 in Schaffhausen; † 9. Juni 2022 in Zürich) war ein Schweizer Zweiradmechaniker. 1972 wurde er erster hauptamtlicher Mechaniker der Schweizer Nationalmannschaften im Radsport, dies blieb er – mit Unterbrüchen – bis zur Bahn-EM 2015 in Grenchen.

## Beruflicher Werdegang
Fritz Brühlmann wuchs auf einem Bauernhof auf und lernte den Beruf des Möbelschreiners. Im Alter von 17 Jahren begann er, als Amateur Leistungsradsport zu betreiben. Bevorzugt fuhr er Bahnrennen – Sprint, Punktefahren, Mannschaftsverfolgung und Zweier-Mannschaftsfahren – auf der Offenen Rennbahn Zürich-Oerlikon und im Zürcher Hallenstadion.
Nach seiner aktiven Radsportzeit arbeitete Brühlmann zunächst in seinem erlernten Beruf. 1967 bat ihn der damalige Schweizer Nationaltrainer Oscar Plattner, die Schweizer Nationalmannschaft bei der Guatemala-Rundfahrt zu betreuen. Anfangs arbeitete er in Teilzeit für den Schweizer Radsportverband, ab 1972 wurde er dessen erster hauptamtlicher Mechaniker für die Nationalmannschaften in den verschiedenen Disziplinen. Seitdem holten von ihm betreute Athleten über 170 Medaillen bei Olympischen Spielen, Welt- und Europameisterschaften, er selbst war bei über 100 internationalen Wettbewerben als Nationalmechaniker vor Ort. Er tüftelte selbst auch mit Neuerungen an den Rennrädern und hatte eine eigene Werkstatt in Zürich, in der er Räder baute. Im Schweizer Radsport galt der «Nati-Mech» Fritz Brühlmann als «Legende».
Seinen letzten Einsatz für Swiss Cycling hatte Brühlmann bei den Bahnradsport-Europameisterschaften 2015 in Grenchen. Er starb am 8. Juni 2022 im Alter von 85 Jahren in Zürich.